# Kosakówka
Kosakówka – wieś w rejonie lipowieckim obwodu winnickiego.